# Nome (Texas)
Nome è una città della contea di Jefferson, Texas, Stati Uniti. Al censimento del 2010, la popolazione era di 588 abitanti. Fa parte dell'area metropolitana di Beaumont-Port Arthur.

## Geografia fisica
Secondo lo United States Census Bureau, ha un'area totale di 1,2 mi² (3,11 km²).

## Società

### Evoluzione demografica
Secondo il censimento del 2010, la popolazione era di 588 abitanti.

### Etnie e minoranze straniere
Secondo il censimento del 2010, la composizione etnica della città era formata dal 71,4% di bianchi, il 18,4% di afroamericani, lo 0,3% di nativi americani, lo 0,0% di asiatici, lo 0,0% di oceanici, l'8,3% di altre razze, e l'1,5% di due o più etnie. Ispanici o latinos di qualunque razza erano il 14,1% della popolazione.